# Kungliga Musikhögskolan i Stockholm

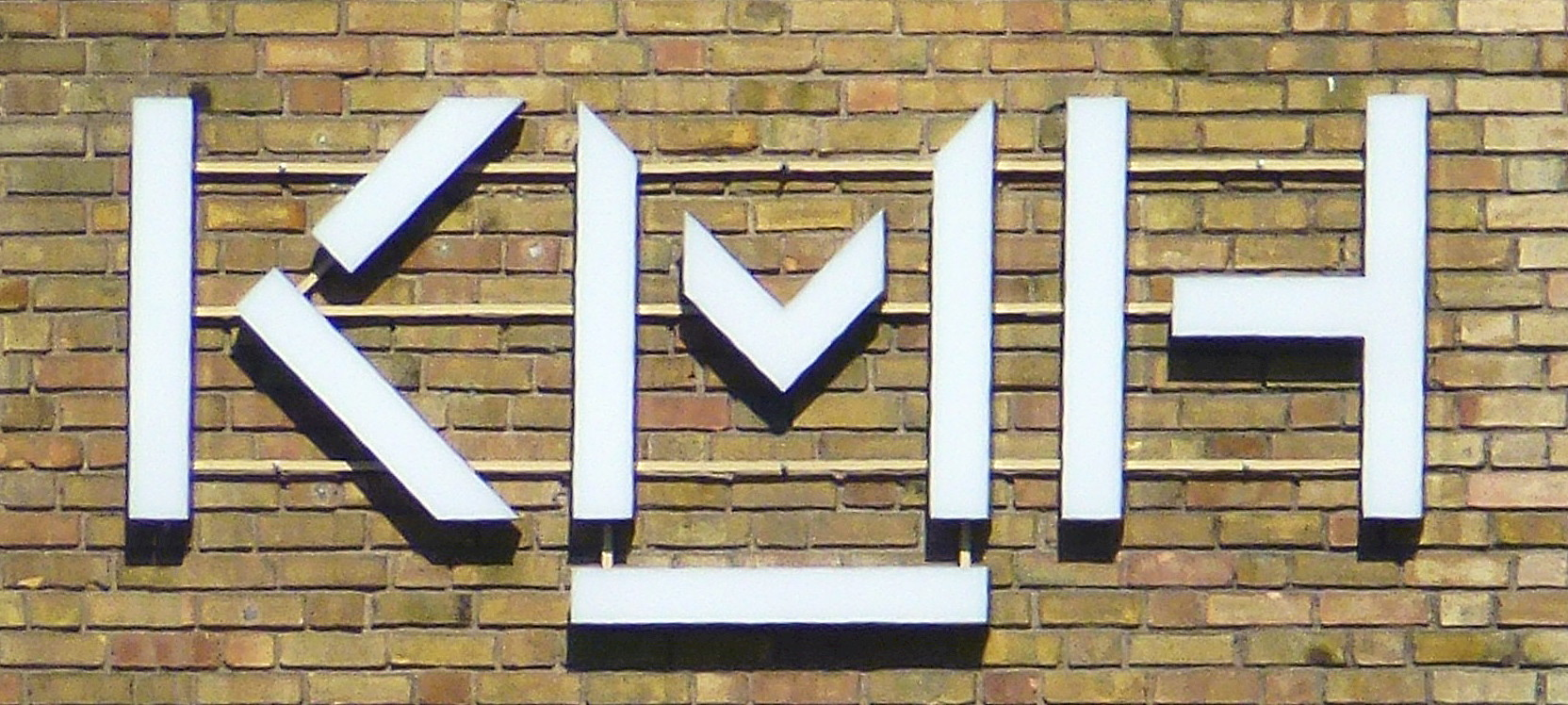
"KMH" logotyp på fasaden till Statens normalskola 2014.

Kungliga Musikhögskolan i Stockholm (KMH) är en svensk statlig högskola som bedriver utbildning och forskning inom musik och musikpedagogik. Den är landets enda fristående musikhögskola med en bred utbildningsverksamhet. KMH har lokaler på Valhallavägen 105 på Gärdet i Stockholms innerstad, samt på Edsbergs slott i Sollentuna kommun. KMH är belägen intill Kungliga nationalstadsparken.

## Verksamhet
Verksamheten grundades 1771 som Kungl. Musikaliska Akademiens undervisningsverk och räknas som den näst äldsta musikhögskolan i världen. Regelbunden undervisning gav dock först från 1820-talet. Den första permanenta byggnaden var konservatoriebyggnaden vid Nybrokajen 11 som invigdes 1877. Musikaliska Akademiens huvudmannaskap, som upphörde 1971, kom att ge musikhögskolan smeknamnet Ackis. 
Vid KMH studerar totalt cirka 900 studenter om året inom bland annat folkmusik, jazz, klassisk musik, dirigering, komposition, musik- och medieproduktion samt vid olika lärarutbildningar med inriktning musik. KMH har dessutom ett särskilt uppdrag att ge utbildningar i orkesterdirigering, elektroakustisk komposition och pianostämning.
De allra flesta av KMH:s utbildningar ges i form av sammanhängande utbildningsprogram som leder till kandidatexamen, masterexamen eller ämneslärarexamen. Till detta kommer ett antal fristående kurser.
KMH:s styrelse består av student- och lärarrepresentanter samt företrädare från näringslivet och musikscenen. Ordförande i styrelsen är Peter Norman. Rektor sedan juni 2024 är Per-Henrik Holgersson, tidigare akademichef på KMH.

## Namn
Kungl. Musikhögskolan har under tiden sedan grundandet av Kungl. Musikaliska Akademien 1771 haft flera namn. Den grundades som Kungl. Musikaliska Akademiens undervisningsverk och bytte 1866 namn till Kungl. Musikkonservatoriet. Mellan 1941 och 1971 kallades den Kungl. Musikhögskolan och mellan 1971 och 1993 Musikhögskolan i Stockholm för att 1994 få namnet Kungl. Musikhögskolan i Stockholm - KMH.

## Lokaler

### Fram till 1970
Musikhögskolan hade sin verksamhet i Kungliga Musikaliska Akademiens lokaler på Nybrokajen från 1877 till början på 1950-talet.  En då planerad ny musikhögskola på Valhallavägen blev inte helt färdigställd. Den första delen, B-huset, byggdes, men övriga byggplaner skrinlades bland annat eftersom generalstabens ridhus behövdes för Ryttarolympiaden 1956. Hus B uppfördes 1955–1956 efter ritningar av Erik Ragndal och Johan Tuvert efter en arkitekttävling. Byggnaden fick en mjukt formad fasad. Intressant var den runda lågbyggnaden med takfall av svart skiffer som slutade sig kring en lummig innergård. Runt gården grupperade sig övningsrum och studierum. Den 7 februari 2012 beslutade Stadsbyggnadsnämnden att hus B skulle rivas för att ge plats för nya musikhögskolebyggnader och bostäder (se Svea Fanfar).

### Statens normalskola
Mellan 1971 och 2016 disponerade Musikhögskolan den tidigare Statens normalskola. "Hus A" inhyste skolans huvudentré, konsertsalar, en ljusgård med kafé samt servicerum. Husen D och E var äldre sten- och träbyggnader som innehöll bland annat bibliotek, datorsalar och forskningslokaler. Längst i norr på musikhögskolans område mot Lidingövägen fanns hus F som inrymde administrationslokaler.

### Nytt campus
Se även Kvarteret Svea artilleri.
Lokalerna i Statens normalskola var utspridda, dåligt isolerade och utan bra möjligheter att ta emot publik. Därför fattades beslut om att bygga en ny skola 2003. AIX Arkitekter anlitades av uppdragsgivaren Akademiska Hus och NCC var byggherre.
I oktober 2012 meddelade Akademiska Hus att byggnadsarbete kommer att påbörjas 2013 för en utbyggnad av musikhögskolan, vilket planeras vara avslutat senast 2016.[uppföljning saknas] Huvudentrén och en konsertsal för 550 åhörare kommer att ligga mot Valhallavägen. Huvudbyggnaden blir uppförd i fyra våningar och hopbyggd med det befintliga stallet, vilket byggs om till bibliotek. Den så kallade Gula villan blir kvar på området, men flyttas till norr om ridhuset. Ansvariga arkitekter är AIX Arkitekter genom Tobias Rosberg och Margareta Källström. 
Musikhögskolans nya campus stod klart 2016. Inflyttning skedde under sommaren 2016 och KMH invigdes 26 januari 2017 med kunglig pompa och ståt och en invigningsfest som varade i fyra dagar. Komplexet består av två nya byggnader och en befintlig: det guldskimrande glashuset längs med Valhallavägen och flygelbyggnaden längs med Lidingövägen med det byggnadsminnesförklarade före detta stallet från 1886 inlemmat i mitten. Skolan rymmer restaurang, bibliotek, ca 20 studior och kontrollrum, ca 130 undervisnings- och övningsrum, samt fyra publika konsertsalar, alla med teknik i toppklass, högt ställda och skilda krav på akustik och klang. Därutöver finns ca 100 rum för administration, förvaltning, förråd, teknik med mera.
Nybyggnaden Kungliga Musikhögskolan nominerades till en av kandidaterna för Årets Stockholmsbyggnad 2017. Juryns kommentar löd: "En monumental byggnad som tar plats, och samtidigt gör musikhögskolan och dess viktiga innehåll mer tillgänglig för allmänheten. Fasaderna anspelar på rytmik och saklighet med guldkant. Anläggningen är en välkomponerad blandning av gammalt och nytt där den gamla stallbyggnaden integrerats på ett fint sätt."

### Bilder på nuvarande campus

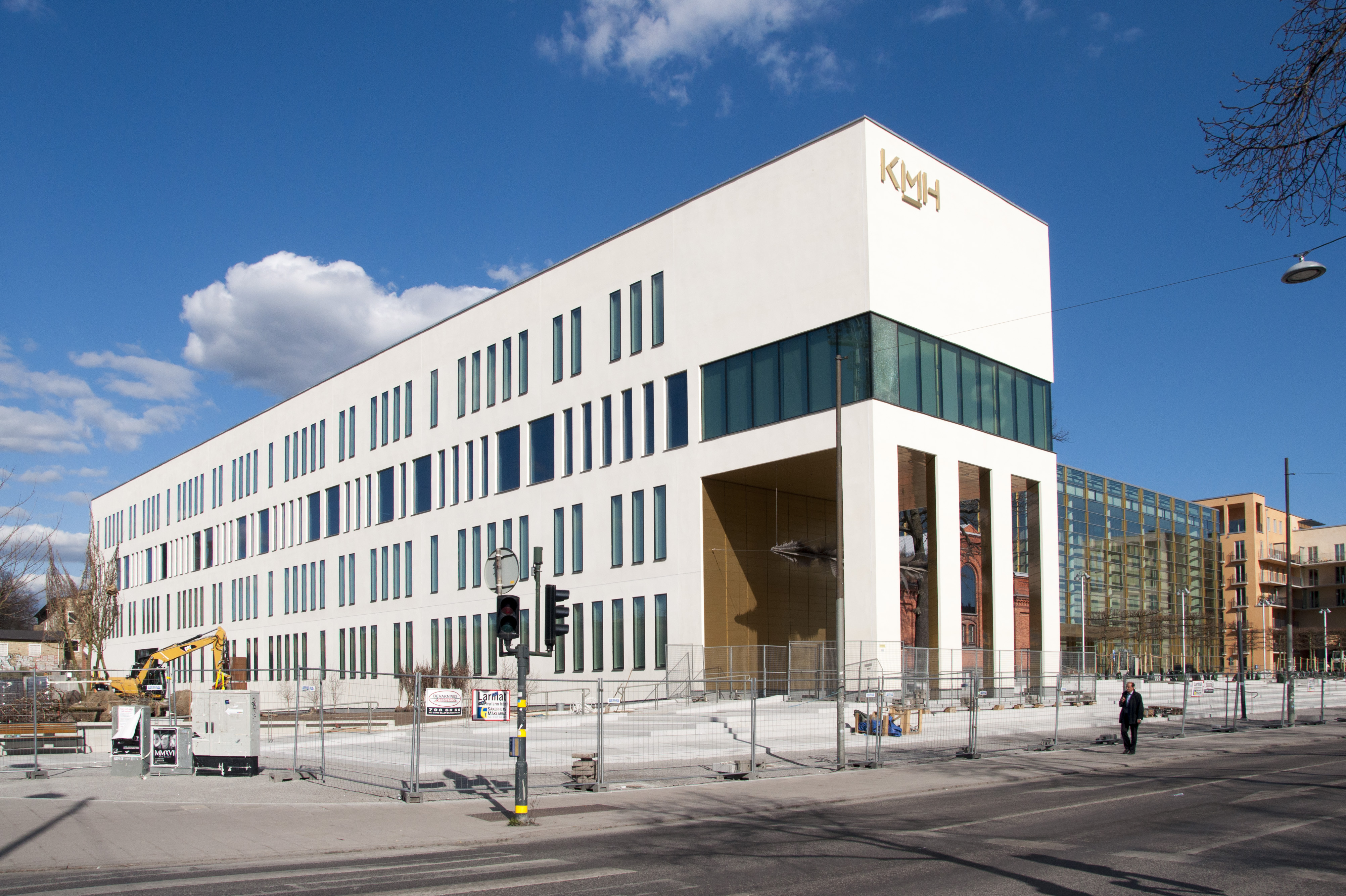
Kungl. Musikhögskolan, 2016

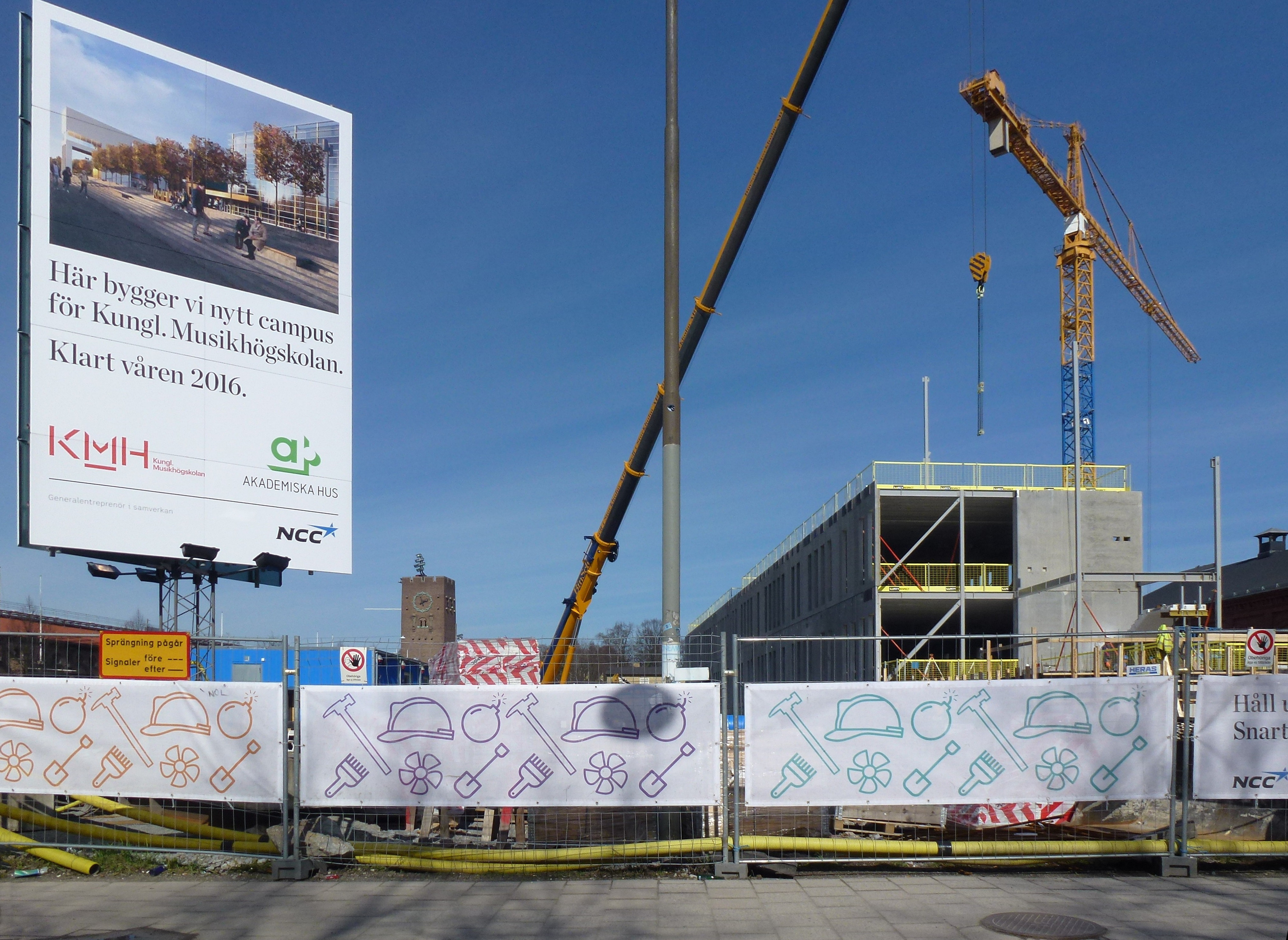
"Här byggs nytt campus", 2014.
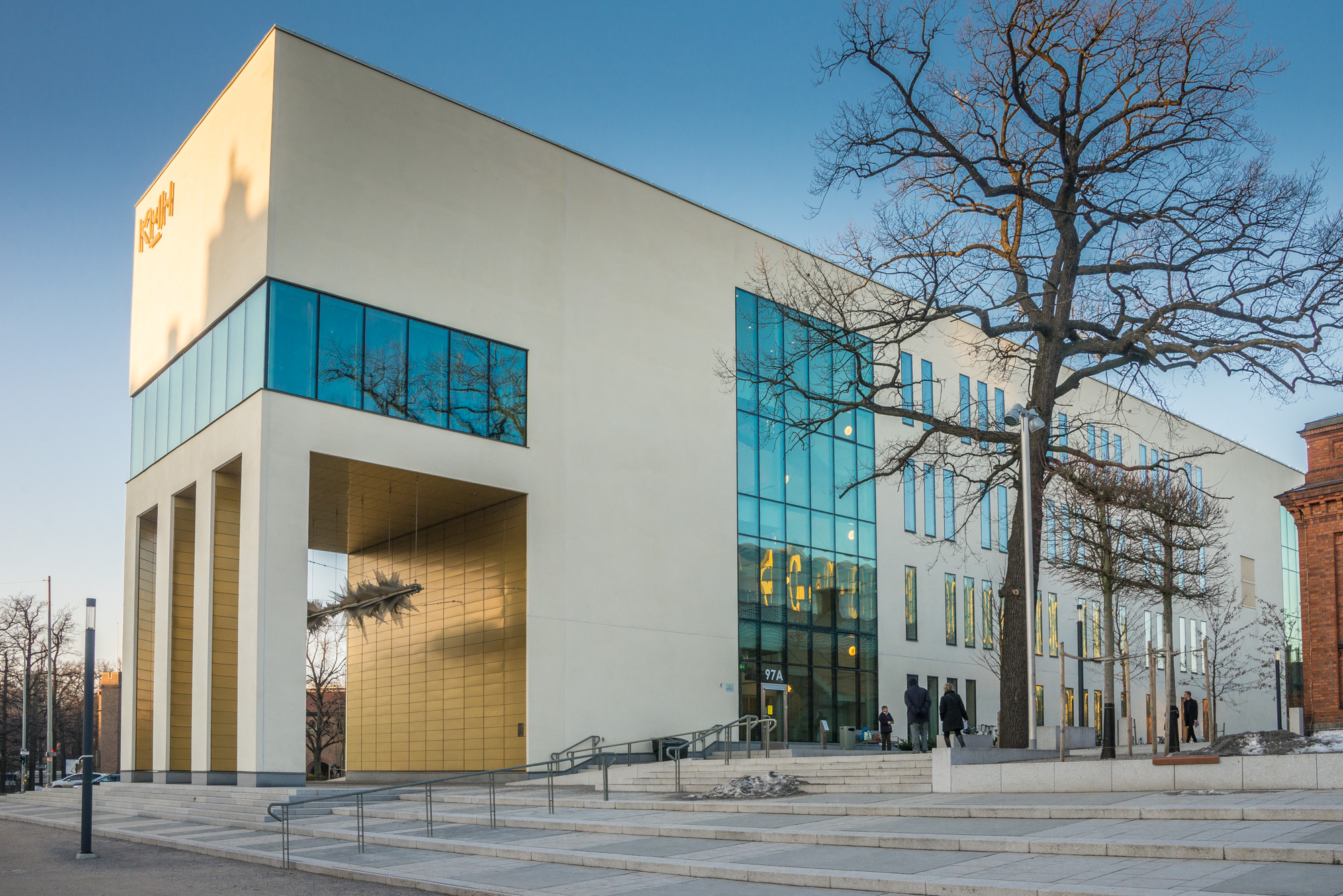
Körsalen, östra fasaden.
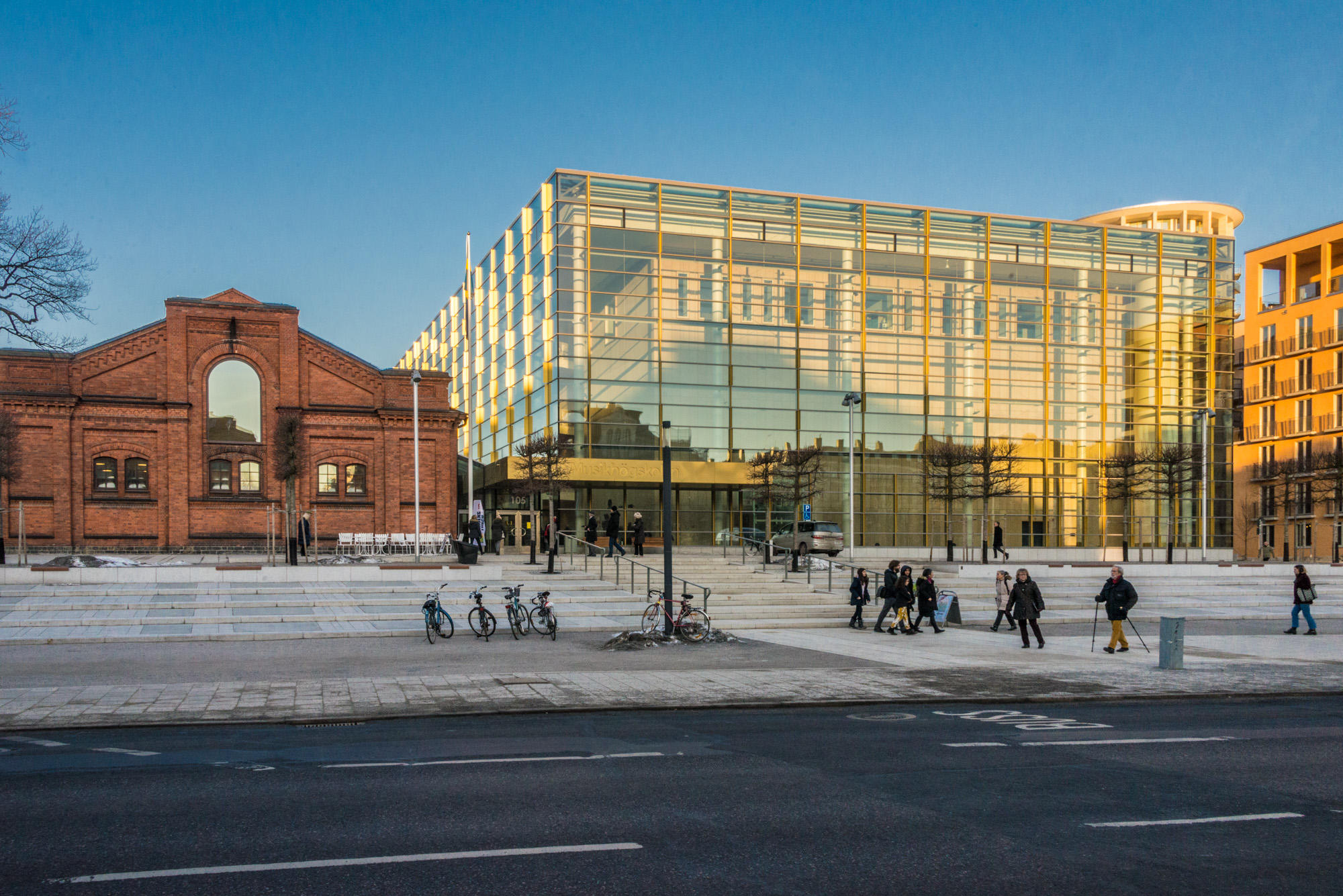
Huvudentrén.
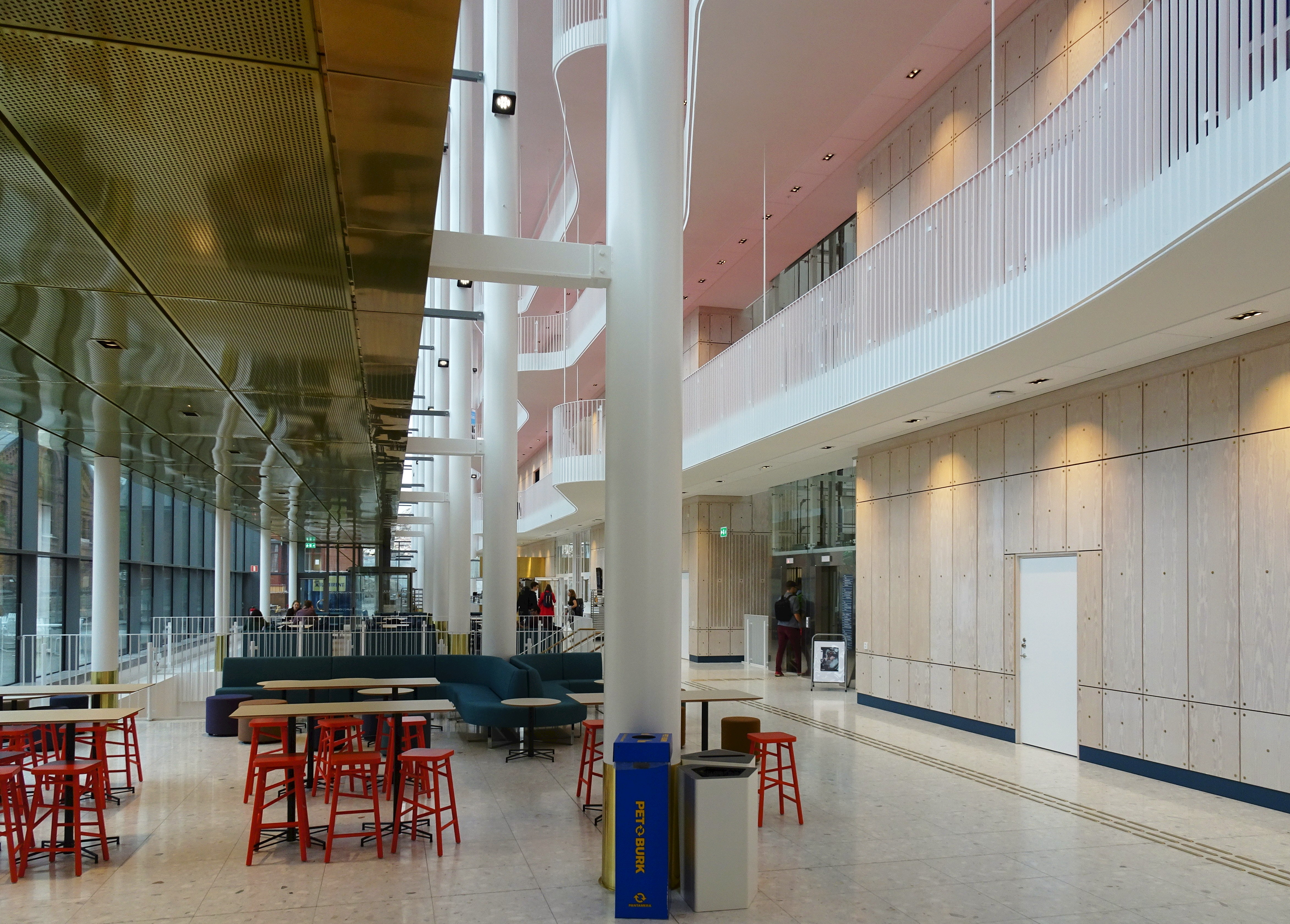
Nya entréhallen.
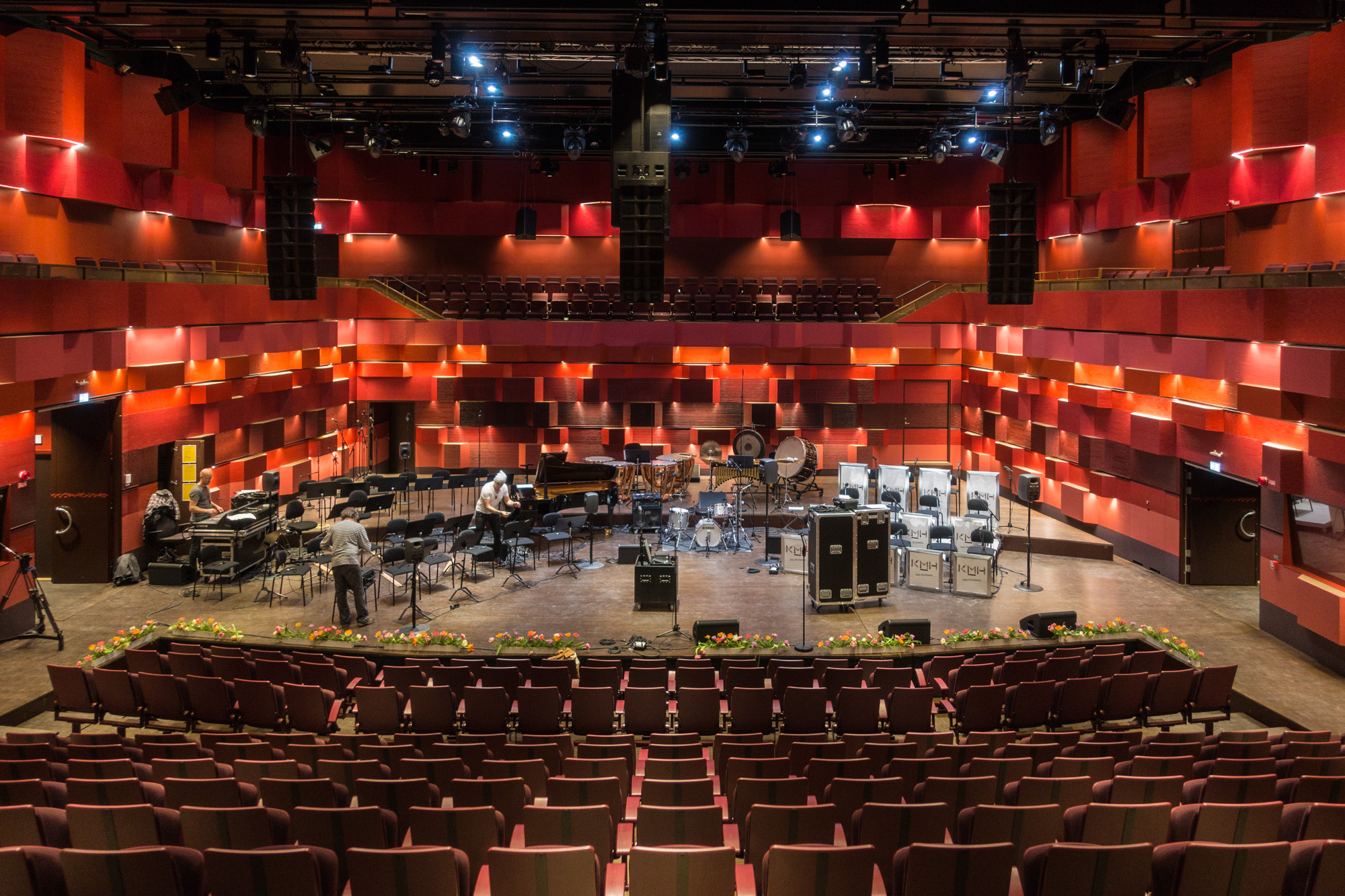
Kungasalen.

### Bilder på de äldre lokalerna

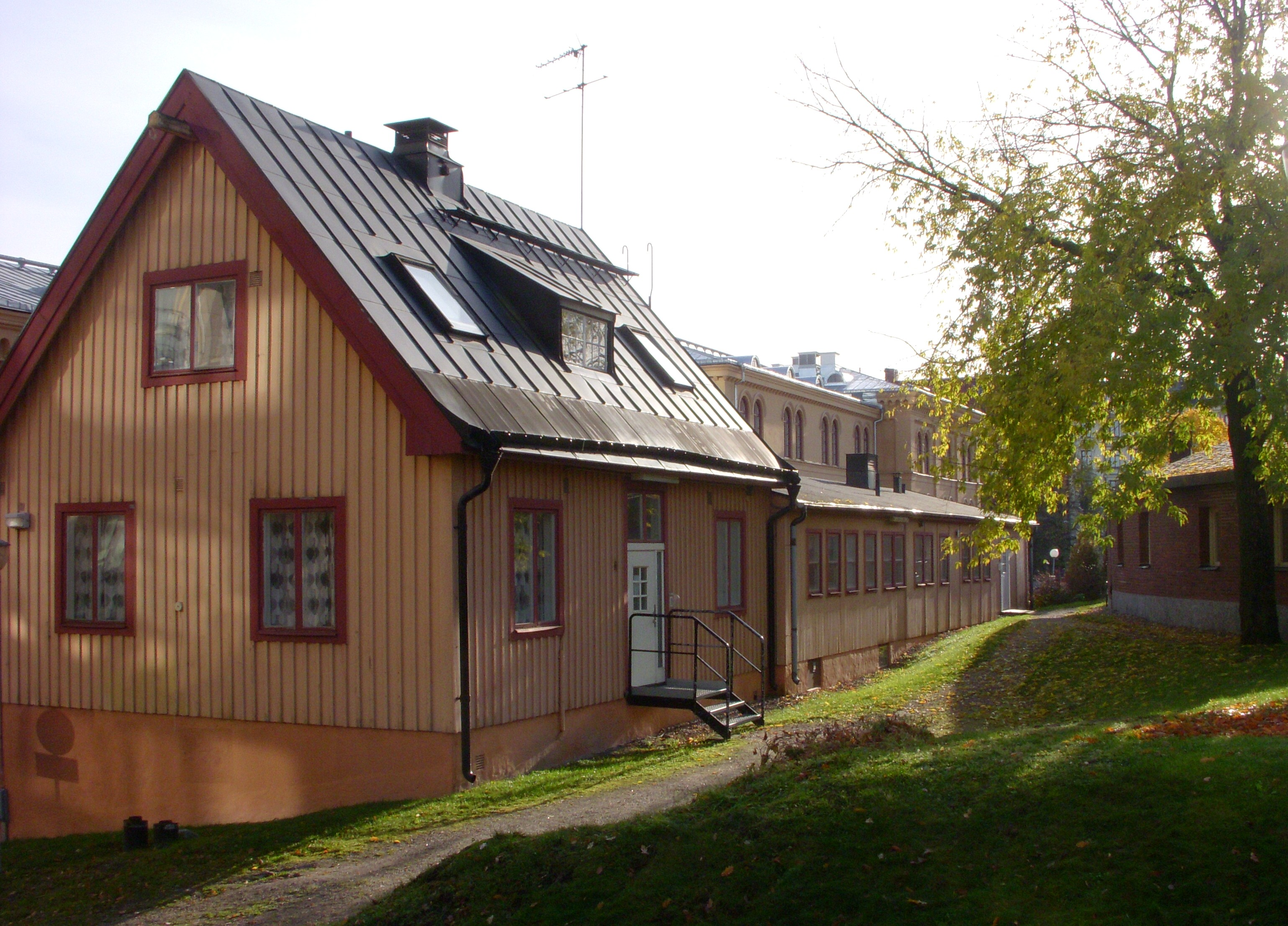
Hus D, och därbakom hus E.
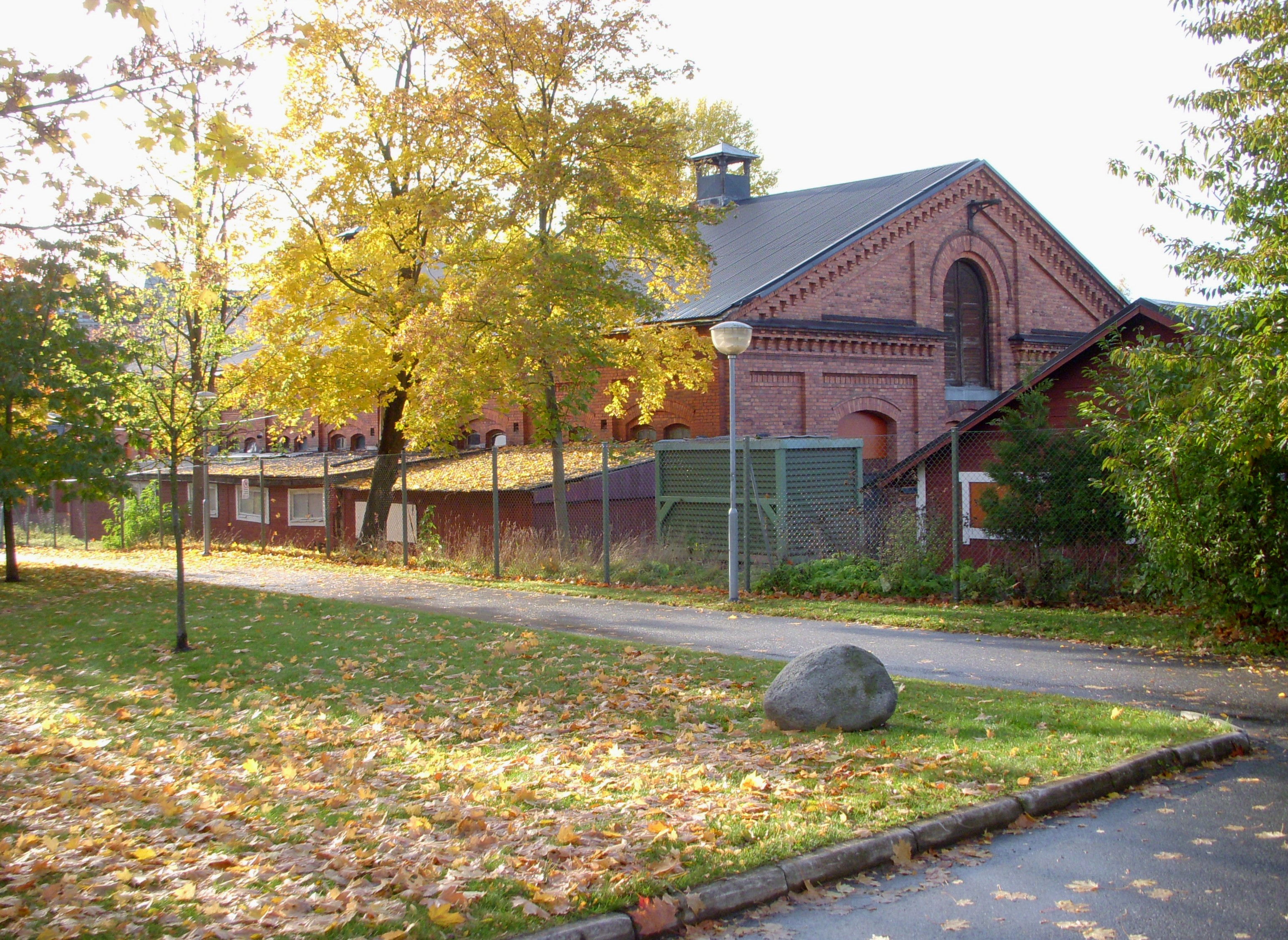
Gamla ridhuset före ombyggnad till bibliotek.
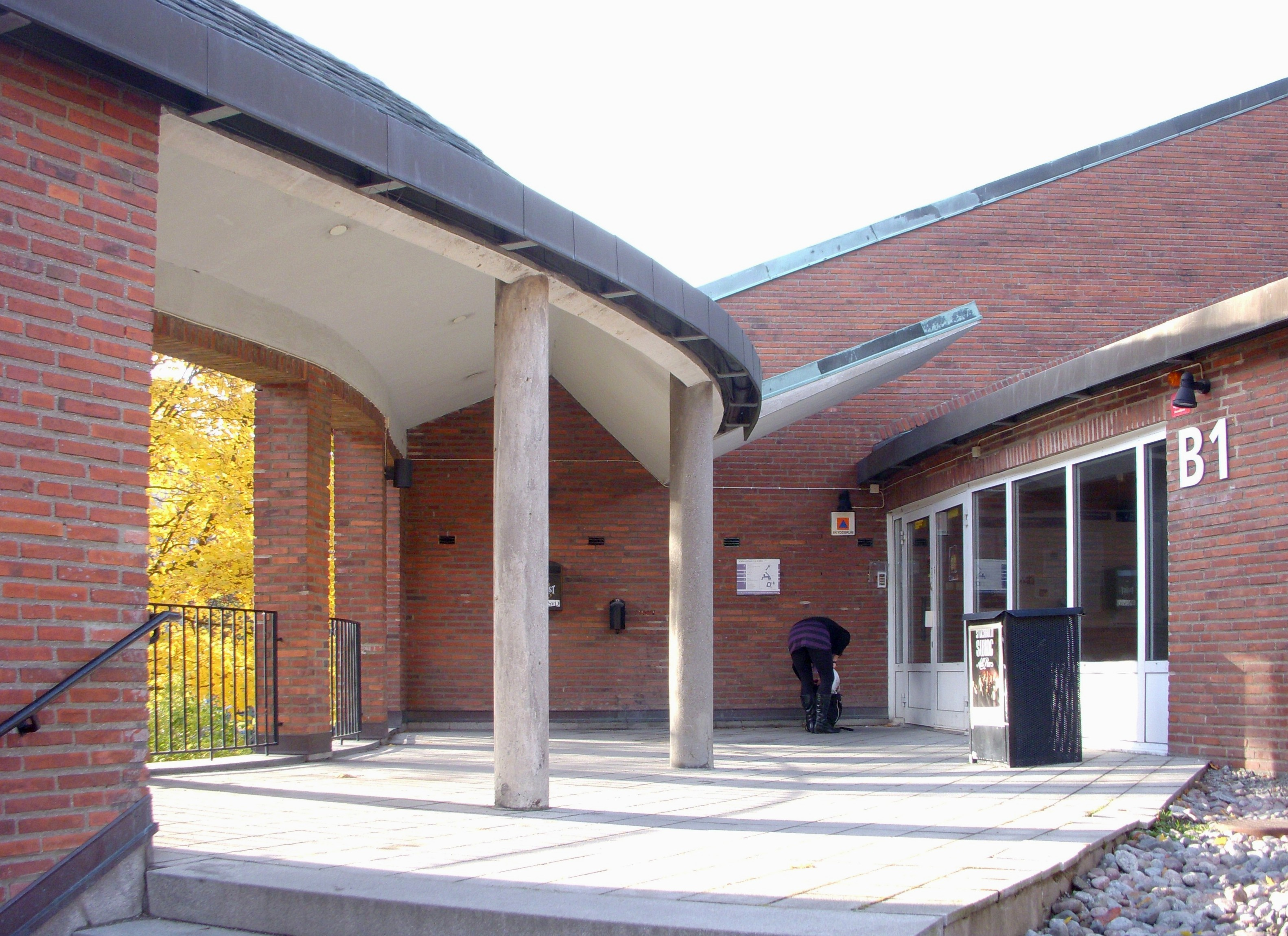
Hus B (revs 2013)
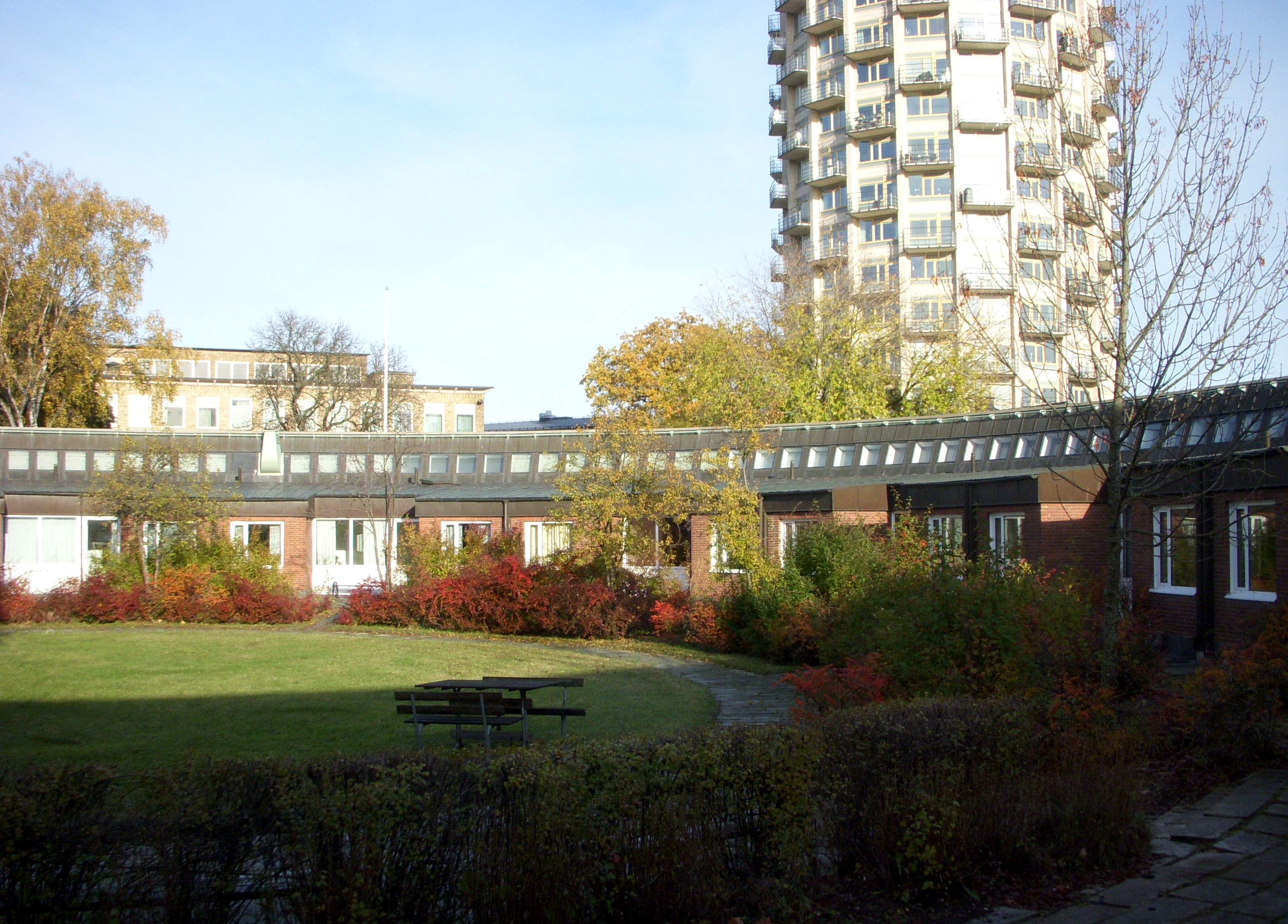
Hus B innergården
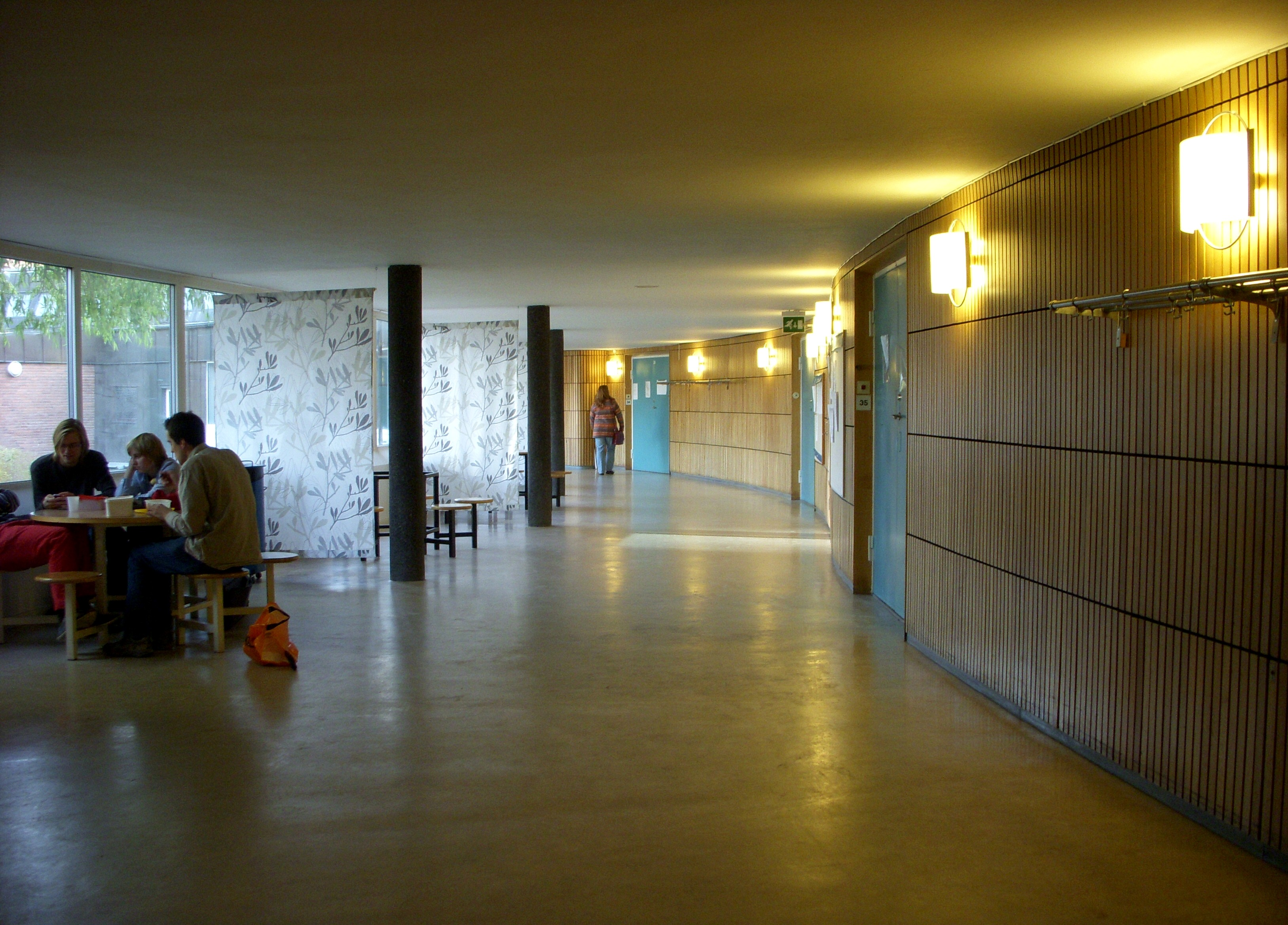
Hus B interiör

## Kända studenter i urval
Tonsättare
- Hugo Alfvén
- Peter Bengtson
- Natanael Berg
- Viking Dahl
- Gunnar de Frumerie
- Ludwig Göransson
- Anders Hillborg
- Lars-Erik Larsson
- Bo Linde
- Ruben Liljefors
- Karin Rehnqvist
- Jan Sandström
- Sven-David Sandström

Dirigenter
- Herbert Blomstedt
- Sixten Ehrling
- Eric Ericson
- Tobias Ringborg
- Cecilia Rydinger Alin

Instrumentalister
- Tor Aulin
- Esbjörn Svensson
- Fredrik Fors
- Martin Fröst
- Gustaf Hägg
- Alf Linder
- Gunilla von Bahr
- Joakim Milder
- Natalya Pasichnyk
- Mika Pohjola
- Staffan Scheja
- Torleif Thedéen
- Robert Wells
- Andreas Brantelid
- Christian Lindberg
- Rutger Gunnarsson
- Joel Lyssarides

Sångare
- Pernilla Andersson
- Margareta Bengtson
- Jussi Björling
- Lotta Engberg
- Malena Ernman
- Salem Al Fakir
- Rigmor Gustafsson
- Erland Hagegård
- Håkan Hagegård
- John Forsell
- Anders Jalkéus
- Peter Jöback
- Sofia Karlsson
- Jeanette Köhn
- Leonard Labatt
- Anders Larsson (operasångare)
- Jeanette Lindström
- Peter Mattei
- Birgit Nilsson
- Anne Sofie von Otter
- Olle Persson
- Susanne Rydén
- Bo Sundström
- Elisabeth Söderström
- Lena Willemark

## Rektorer
Direktörer vid Kungliga Musikaliska Akademiens undervisningsverk
- 1771–1774 Ferdinand Zellbell
- 1788–1792 Joseph Martin Kraus
- 1794–1796 Georg Joseph Vogler
- 1797–1800 Johan Wikmanson
- 1803–1805 Olof Åhlström
- 1805–1811 Jacob Bernhard Struve
- 1811–1834 Pehr Frigel
- 1834–1860 Erik Drake
- 1861–1863 Carl Ehrenreich

Inspektörer vid Kungliga Musikaliska Akademiens undervisningsverk
- 1864–1866 August Berwald

Direktörer vid Musikkonservatoriet
- 1867–1872 Oscar Byström
- 1872–1901 Albert Rubenson
- 1901–1905 Vilhelm Svedbom
- 1905–1910 Oscar Bolander
- 1910–1929 Bror Beckman
- 1929–1940 Sven Kjellström
- 1940–1954 Einar Ralf

Direktörer vid Musikhögskolan
- 1954–1966 Bertil Carlberg
- 1966–1969 Bengt Franzén

Direktör/rektor vid Musikhögskolan
- 1969–1987 Ingemar Gabrielsson

Rektor vid Musikhögskolan
- 1987–1993 Gunnar Bucht

Rektorer för Kungl. Musikhögskolan
- 1993–2000 Göran Malmgren
- 2000–2006 Gunilla von Bahr
- 2006–2012 Johannes Johansson
- 2013–2019 Cecilia Rydinger Alin (tillförordnad 2012–2013)[11]
- 2019–2023 Helena Wessman
- 2023–2024 Johannes Landgren (tillförordnad 2023–2024)
- 2024– Per-Henrik Holgersson

## Lärare

### Harmonilära
- 1925–1950: Oskar Lindberg

### Pianolärare
- 1904–1925: Lennart Arvid Lundberg
- 1908–1925: Olof Wiklund
- 1928–1950: Olof Wibergh
- 1938–1950: Gottfrid Boon
- 1945–1950: Åke Brandel

### Orgellärare
- 1908–1925: Gustaf Hägg
- 1945–1950: Alf Linder

### Sång för musiklärarexamen och kantorsexamen
- 1938–1950: Carl-Eric Dramstad
- 1949–1950: Claes Göran Stenhammar